# Elbebrücke Hämerten
Die Elbebrücke Hämerten ist eine Eisenbahnüberführung der Schnellfahrstrecke Hannover–Berlin sowie der Lehrter Bahn und mit 810 Meter das längste Brückenbauwerk beider Strecken.
Die beiden Brückenzüge liegen östlich von Stendal bei Hämerten und überspannen bei Stromkilometer 394,6 die Elbe sowie das nicht eingedeichte Vorland.

## Brücke von 1870
Die erste Eisenbahnüberführung der Lehrter Bahn über die Elbe wurde in den Jahren 1868 bis 1871 als zweigleisige Brücke nach einem Entwurf von Johann Wilhelm Schwedler von der Harkort’schen Brückenbauanstalt für 2,4 Millionen Mark errichtet. Sie bestand aus 19 Brückenfeldern mit einer Gesamtstützweite von 808,9 m. Die einzelnen Spannweiten betrugen, im Westen beginnend, 8 × 34,2 m – 40,5 m – 4 × 67,3 m – 2 × 18,4 m – 67,3 m – 3 × 40,5 m. In der Elbe war für Segelschiffe eine Drehbrücke mit einer lichten Weite 2 × 12,56 m angeordnet.
Die Überbauten waren Balkenbrücken mit Stahlfachwerkträgern und untenliegender Fahrbahn. Die Längsträger wurden als sogenannte Schwedlerträger ausgeführt, deren bogenförmige Konstruktionshöhe dem Verlauf der Momentenbeanspruchung näherungsweise folgte. Als Streckenlast wurden 37 kN/m je Gleis angesetzt. Die Fundamente der zwölf Pfeiler im Vorlandbereich hatten eine Flachgründung, die sechs Strompfeiler wurden 9,0 m tief mit schmiedeeisernen Senkbrunnen gegründet. Die bis zu 4,3 m breiten Pfeiler wurden mit Natursteinen in Zementmörtel gemauert.
In den Jahren 1894 bis 1896 wurde die Drehbrücke durch einen festen Überbau ersetzt und der Drehpfeiler abgebrochen, zusätzlich wurde eine Aussteifung aller Diagonalen aus Flachstahl bei der gesamten Konstruktion durchgeführt.

## Brücke von 1926
Da sich die Streckenlasten inzwischen auf 80 kN/m je Gleis erhöht hatten, wurde in den Jahren 1923 bis 1926 von der Friedrich Krupp AG für 4,5 Millionen Mark oberstrom eine neue Brückenkonstruktion mit 21 m Achsabstand zur ersten errichtet. Die Stellung der Pfeiler entsprach zum größten Teil der alten Brücke, nur im Bereich der Elbe wurde die Spannweite der Strombrücke vergrößert. Die Gesamtstützweite der jetzt 18-feldrigen Brücke betrug 811,7 m. Die Einzelstützweiten waren 8 × 34,2 m – 41,0 m – 2 × 45,1 m – 45,0 m – 67,0 m – 106,1 m – 67,0 m – 3 × 40,6 m.
Die Überbauten waren Stahlfachwerkkonstruktionen, bei den ersten neun Feldern im Vorlandbereich mit oben liegender Fahrbahn, bei den restlichen Feldern im Strombereich mit unten liegender Fahrbahn, die aus Baustahl St 48 mit einer Gesamtmasse von 3400 t bestanden. Der Gleisabstand betrug 3,5 m. Die Betonfundamente der zwölf Pfeiler im Vorlandbereich hatten eine Flachgründung, die sechs Strompfeiler wurden 9,0 m tief mit Stahlbetonsenkkästen gegründet. Die Pfeiler waren aus Stahlbeton. Der Überbau der alten Brücke wurde demontiert, die Pfeiler blieben bis auf zwei stehen, um diese für einen etwaigen viergleisigen Ausbau der Strecke wiederverwenden zu können.

## Brücke von 1947

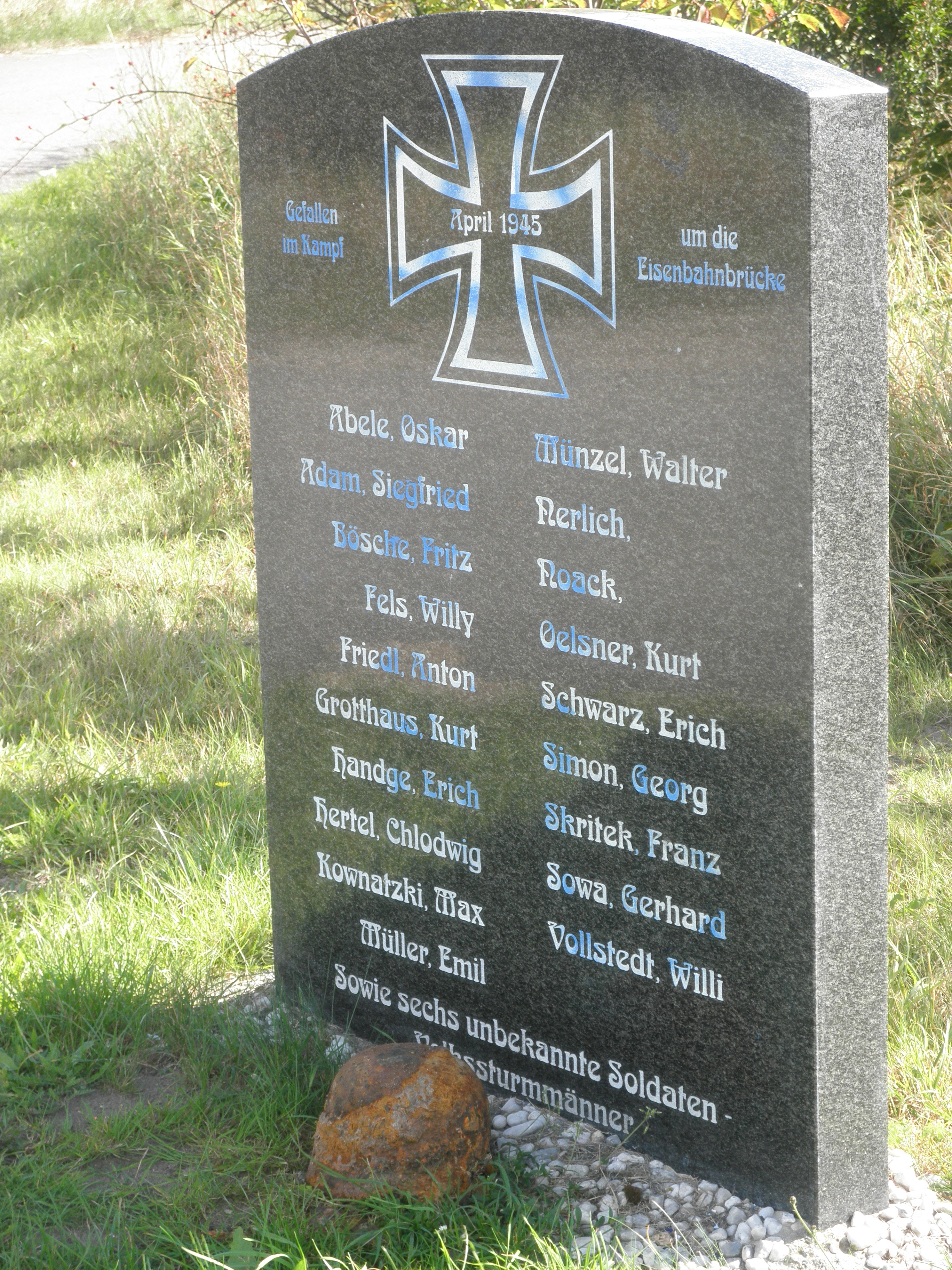
Gedenkstein für 25 gefallene Soldaten westlich der Elbebrücke Hämerten (2012)

Am 12. April 1945 wurden die zwei Hauptpfeiler der Elbebrücke durch die Wehrmacht gesprengt, wodurch der Überbau auf 240 m Länge herabstürzte. Am 12./13. April besetzten US-Truppen Stendal. Sie blieben dann an der Elbe stehen und rückten nicht weiter nach Osten vor. Ein Gedenkstein erinnert an 25 „im Kampf um die Eisenbahnbrücke“ gefallene deutsche Soldaten.
Eine ab November 1945 von der Siemens-Bauunion errichtete hölzerne Behelfsbrücke ermöglichte in den folgenden eineinhalb Jahren wieder den Eisenbahnbetrieb, bis das Bauwerk am 18. März 1947 durch Eisstoß einstürzte. Im Sommer 1947 wurden daher die zwei zerstörten Pfeiler wieder aufgebaut und eine 240 m lange SKR-6-Brücke (standardisierte Stahl-Fachwerkbrücke Bauart Schaper-Krupp-Reichsbahn) als Behelfsüberbau montiert. In diesem Zustand, jetzt mit nur einem Gleis ausgestattet und die zulässige Zuggeschwindigkeit auf 30 km/h reduziert, blieb das Brückenbauwerk ab September 1947 die folgenden fast fünf Jahrzehnte.

## Brücken von 1994 bzw. 1996
Am 28. Juni 1990 wurde eine Grundsatzvereinbarung zum Bau einer Schnellbahnverbindung (SBV) Hannover–Berlin entlang der bestehenden Lehrter Bahn abgeschlossen. Im April 1991 kam die Zuordnung der Strecke als Verkehrsprojekt Deutsche Einheit Nr. 4. Der Planfeststellungsbeschluss wurde, elf Monate nach Einleitung des Verfahrens, am 22. Oktober 1992 erlassen.
Der Bauauftrag wurde im Herbst 1992 an die Krupp Industrietechnik GmbH, Werk Hannover, vergeben. Als erstes größeres Brückenbauwerk der Schienenverkehrsprojekte Deutsche Einheit sollte es bis zum Sommer 1994 fertiggestellt werden. Die Tiefbau- und Spannbetonarbeiten wurden in einem getrennten Vertrag an die Philipp Holzmann AG, Hauptniederlassung Hannover, vergeben.
Die Grundsteinlegung wurde am 11. November 1992 am westlichen Widerlager gefeiert. Mit drei Sonderzügen, darunter dem historischen Schnelltriebwagen „Fliegender Kölner“, wurden mehrere hundert Vertreter aus Politik, Wirtschaft und den am Bau beteiligten Unternehmen zur Baustelle gebracht. Der sachsen-anhaltische Verkehrsminister Horst Rehberger legte den Grundstein. In den Grundstein wurde eine Kupferkassette mit aktuellen Tageszeitungen aus Hannover, Berlin und Stendal, Papiere zur Geschichte der Elbebrücken, Bauzeichnungen und eine Urkunde eingemauert. Die beiden Deutschen Bahnen wurden durch Peter Münchschwander vertreten. Zahlreiche Bürger der umliegenden Gemeinden wohnten dem Ereignis bei.
Ab dem 19. April 1993 wurde der Brückenzug für die Hochgeschwindigkeitsstrecke auf der Trasse von 1870 gebaut. Die Fertigstellung war am 30. Juni 1994. Nach der Inbetriebnahme am 28. August 1994 folgte die Demontage der zirka 5400 t schweren Stahlkonstruktion der alten Brücke der Stammstrecke. Das neue Bauwerk wurde am 7. Juni 1996 endverschoben und bis Ende 1996 war der Ersatzbau für die Stammstrecke (Lehrter Bahn) fertiggestellt. Konstruktionsart und Stützweiten der beiden im Abstand von 20,64 m liegenden Brücken unterscheiden sich geringfügig. Da der Gleisabstand auf der Schnellfahrstrecke mit 4,7 m um 0,7 m größer ist als das Regelmaß, ist die Überbaubreite beider Brückenzüge entsprechend unterschiedlich. Als Mindestdurchfahrtsbreite waren auf der Elbe 100 m und als Mindestdurchfahrtshöhe beim höchsten schiffbaren Wasserstand 6,5 m einzuhalten.
In der Nacht zum 10. Juni 2013 wurde die Elbebrücke Hämerten in Folge des Elbehochwassers gesperrt. Mitte Juni 2013 war die Strecke im Umfeld der Brücke (Streckenkilometer 191) auf einer Länge von 5 km überflutet. Die Brücke war nicht beschädigt worden. Die Stammstrecke wurde am 9. September wieder in Betrieb genommen. Der reguläre Betrieb auf der Schnellfahrstrecke startete wieder am 4. November 2013.

### Überbauten

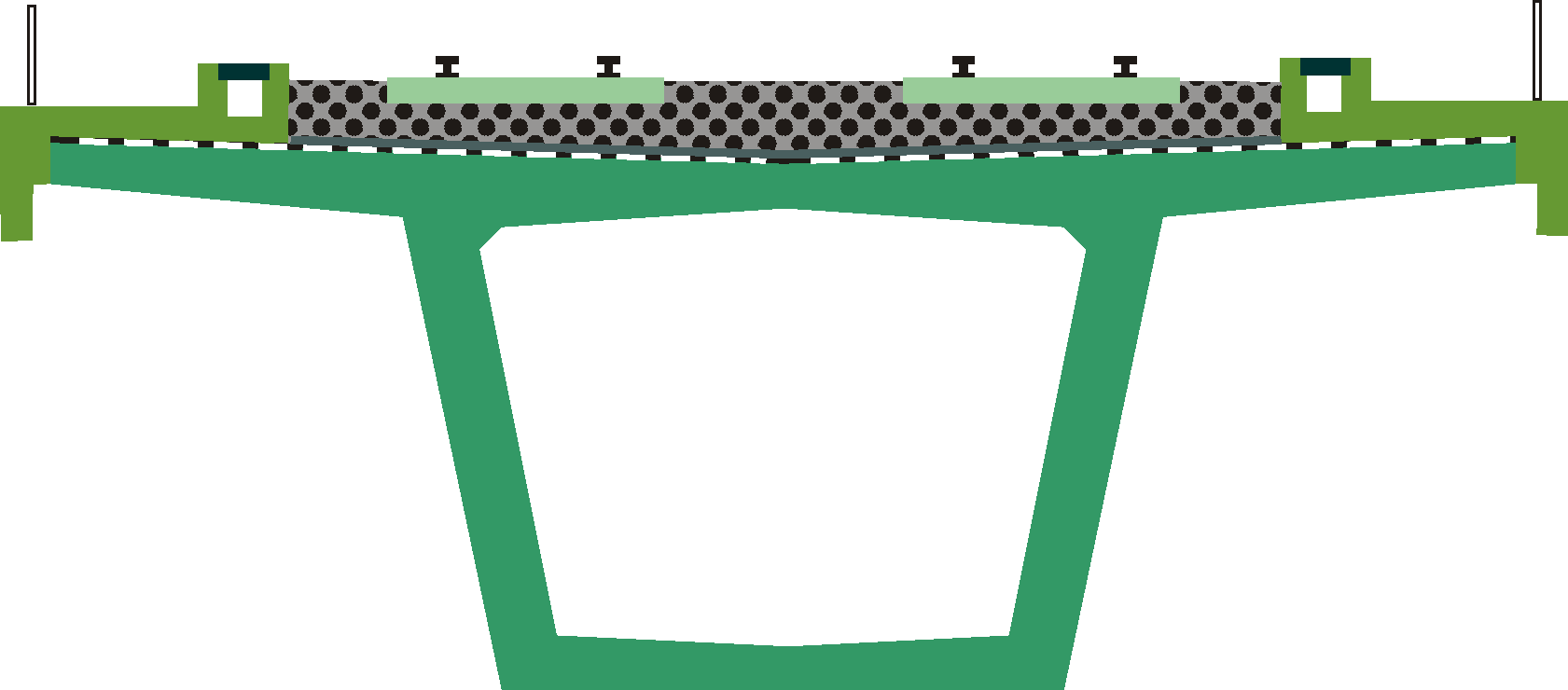
Querschnitt Überbau

Der Überbau der 18-feldrigen Brücke besteht aus einer westlichen 12-feldrigen Vorlandbrücke aus Spannbeton, der 3-feldrigen Strombrücke aus Stahl und der östlichen 3-feldrigen Vorlandbrücke aus Spannbeton. Die stählerne Fachwerkbrücke mit untenliegender Fahrbahn war die erste komplette Stahlbrücke, die bei einer Hochgeschwindigkeitsstrecke der Deutschen Bahn gebaut wurde. Horizontalkräfte aus Bremsen werden vom Widerlager Ost und dem Pfeiler zwischen Stahlbrücke und Flutbrücke West abgetragen. Daraus folgen Schienenauszüge am Widerlager West und über dem Pfeiler zwischen Stahlbrücke und Flutbrücke Ost.
Die Gesamtstützweite beträgt 809,87 m. Sie setzt sich zusammen aus 12 Öffnungen mit Spannweiten von 34,07 m – 34,25 m – 34,16 m – 34,21 m – 34,20 m – 34,21 m – 34,21 m – 34,20 m – 41,11 m – 45,18 m – 45,06 m – 43,62 m, aus den drei Stromfeldern mit 66,99 m – 105,77 m – 66,9 m und den drei Randfeldern mit 40,66 m – 40,55 m – 40,52 m.
Strombrücke Schnellfahrstrecke
Die dreifeldrige 240 m lange Strombrücke hat als Bauwerkssystem in Längsrichtung den Durchlaufträger. Das pfostenlose Strebenfachwerk besitzt bei einer maximalen Stützweite von 105,8 m eine Systemhöhe von 11,0 m mit einer Gesamthöhe von 12,75 m. Der Achsabstand der beiden vertikalen Fachwerkhauptträger beträgt 11,5 m, die lichte Breite 10,7 m. Der Fachwerkknotenabstand variiert zwischen 11,75 m im Hauptfeld und 11,15 m in den Seitenfeldern. Die Fahrbahntafel für das Schotterbett ist als orthotrope Platte ausgebildet. Die Montage der insgesamt zirka 2760 t schweren Brücke wurde am Widerlager Ost abschnittsweise durchgeführt. Dabei wurde die Konstruktion taktweise über die zuvor fertiggestellte östliche Vorlandbrücke, wo Hilfsstützen angeordnet waren, und die Stromöffnung eingeschoben.
Strombrücke Stammstrecke
Konstruktionsart sowie Länge und Höhe entsprechen der benachbarten Brücke. Aus der Streckenentwurfsgeschwindigkeit von 160 km/h ergeben sich aber ein kleinerer Gleisachsabstand sowie eine Schotterstärke von 30 cm unter der Schwelle, statt 40 cm. Daraus folgt für die Brückengeometrie, eine Breite von 12,1 m, der Achsabstand der beiden vertikalen Fachwerkhauptträger beträgt 9,8 m und die lichte Breite 9,0 m. Der Obergurt, ein Hohlkastenprofil, hat nur noch eine Höhe von 0,5 m statt 1,0 m, die Bauhöhe des Stahlüberbaus ist mit 2,1 m um 40 cm kleiner als bei der Brücke der Schnellfahrstrecke.
Vorlandbrücken Schnellfahrstrecke
Der östliche 122 m lange und der westliche 449 m lange Überbau sind Spannbetonkonstruktionen. Als Querschnittsform ist ein einzelliger Stahlbetonhohlkasten mit geneigten Stegen, als Bauwerkssystem ein in Längsrichtung vorgespannter Durchlaufträger vorhanden. Zusätzlich ist die Fahrbahnplatte in Querrichtung vorgespannt. Die Stützweite beträgt maximal 45,18 m bei einer Überbaubreite von 14,3 m und einer konstanten Konstruktionshöhe von 3,4 m.
Der östliche Überbau wurde mit einem Lehrgerüst in zwei Abschnitten betoniert, der westliche Überbau im Taktschiebeverfahren hergestellt.

### Gründung und Unterbauten Brücke Schnellfahrstrecke
Im Vorlandbereich konnten zwölf bestehende, gemauerte, 14,6 m lange Pfeiler der ersten Brücke von 1870 nach einer Instandsetzung wiederverwendet werden, allerdings waren neue 1,5 m dicke lastverteilende Balken als Pfeilerköpfe herzustellen. Aufgrund der geänderten Pfeilerabstände zur ersten Brücke waren außerdem zwei Pfeiler mit einer Flachgründung neu zu errichten.
Drei Strompfeiler mussten aufgrund unzureichender Standsicherheit, insbesondere beim Lastfall Schiffstoß, abgebrochen und einschließlich Gründung neu gebaut werden. Innerhalb eines Spundwandkastens erfolgte der Abbruch bis Oberkante des alten Senkbrunnens. Um diesen herum wurden neue, zirka 14,7 m breite Fundamente aus Unterwasserbeton bis auf den tragfähigen Baugrund, ungefähr 6 m tiefer, hergestellt, auf die der Pfeiler seine Lasten abträgt. Die 12,3 m hohen Strompfeiler haben oberhalb des Fundamentes eine maximale Breite von 4,4 m und sind im oberen Teil begehbar.
Das Widerlager West wurde auf den vorhandenen Fundamenten neu errichtet. Das östliche Widerlager musste aufgrund der einzuleitenden Horizontalkräfte einschließlich der Flachgründung neu gebaut werden.

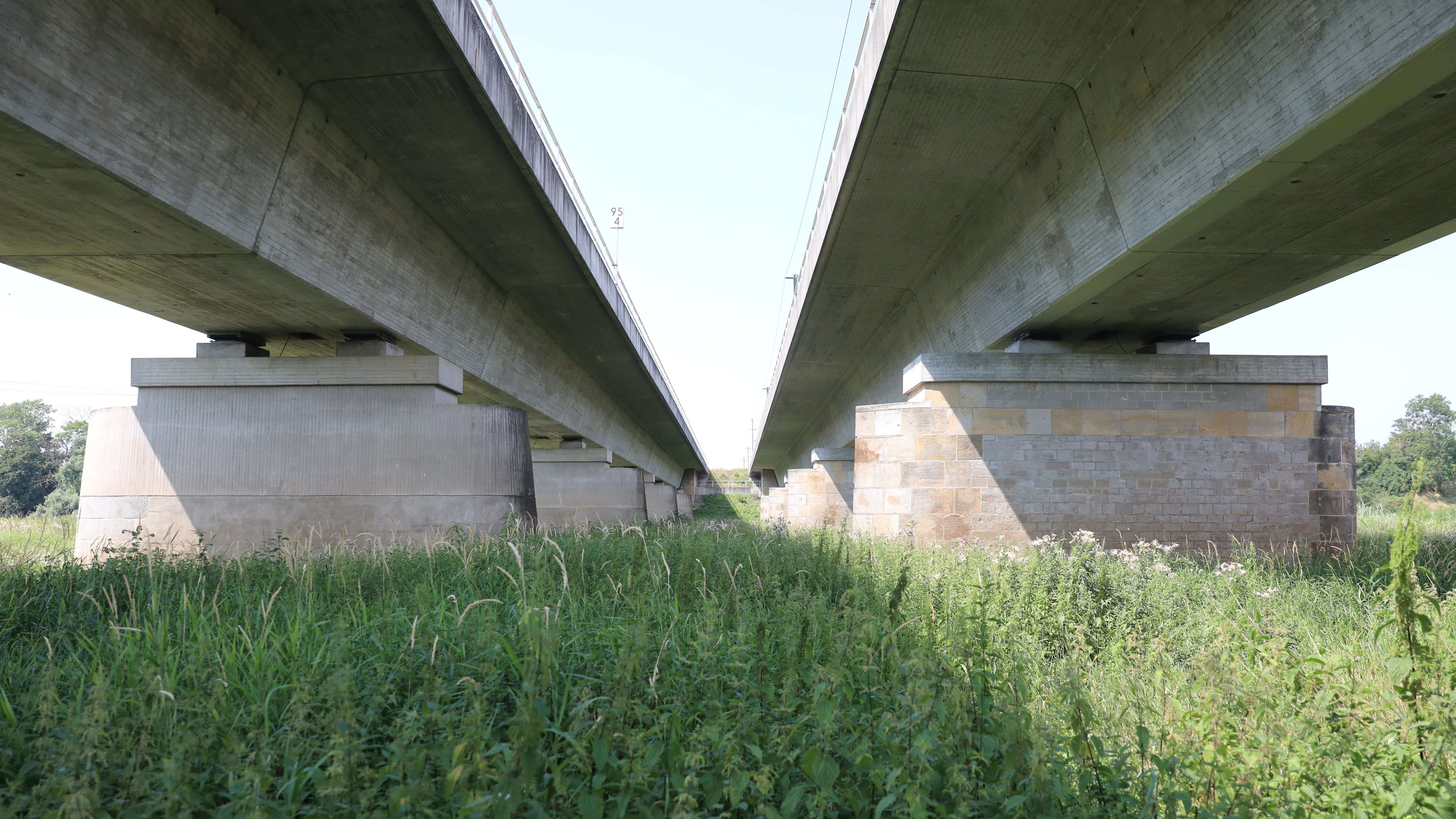
Pfeiler, rechts Schnellfahrstrecke
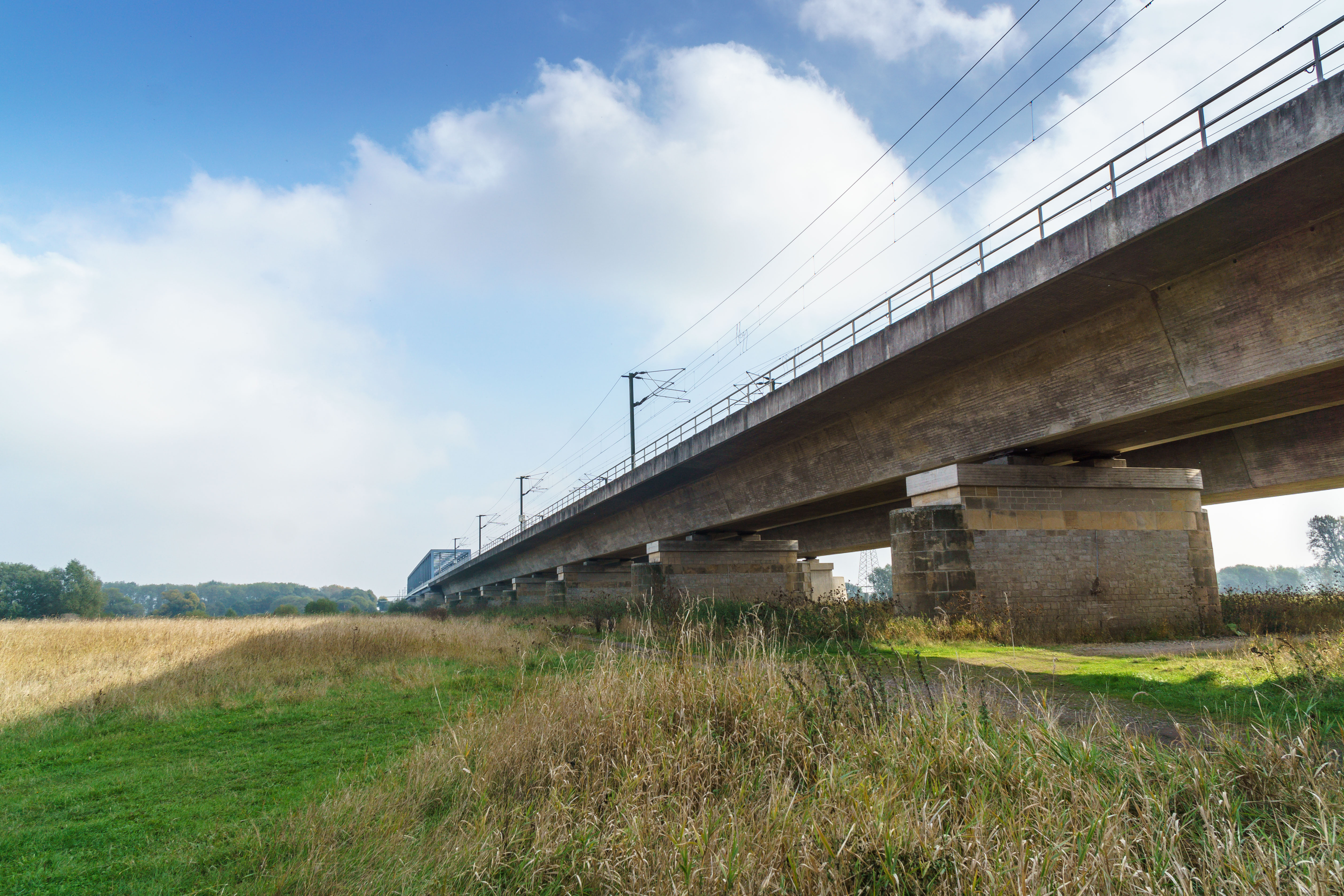
Die Schnellfahrstrecke führt über die linke Brücke
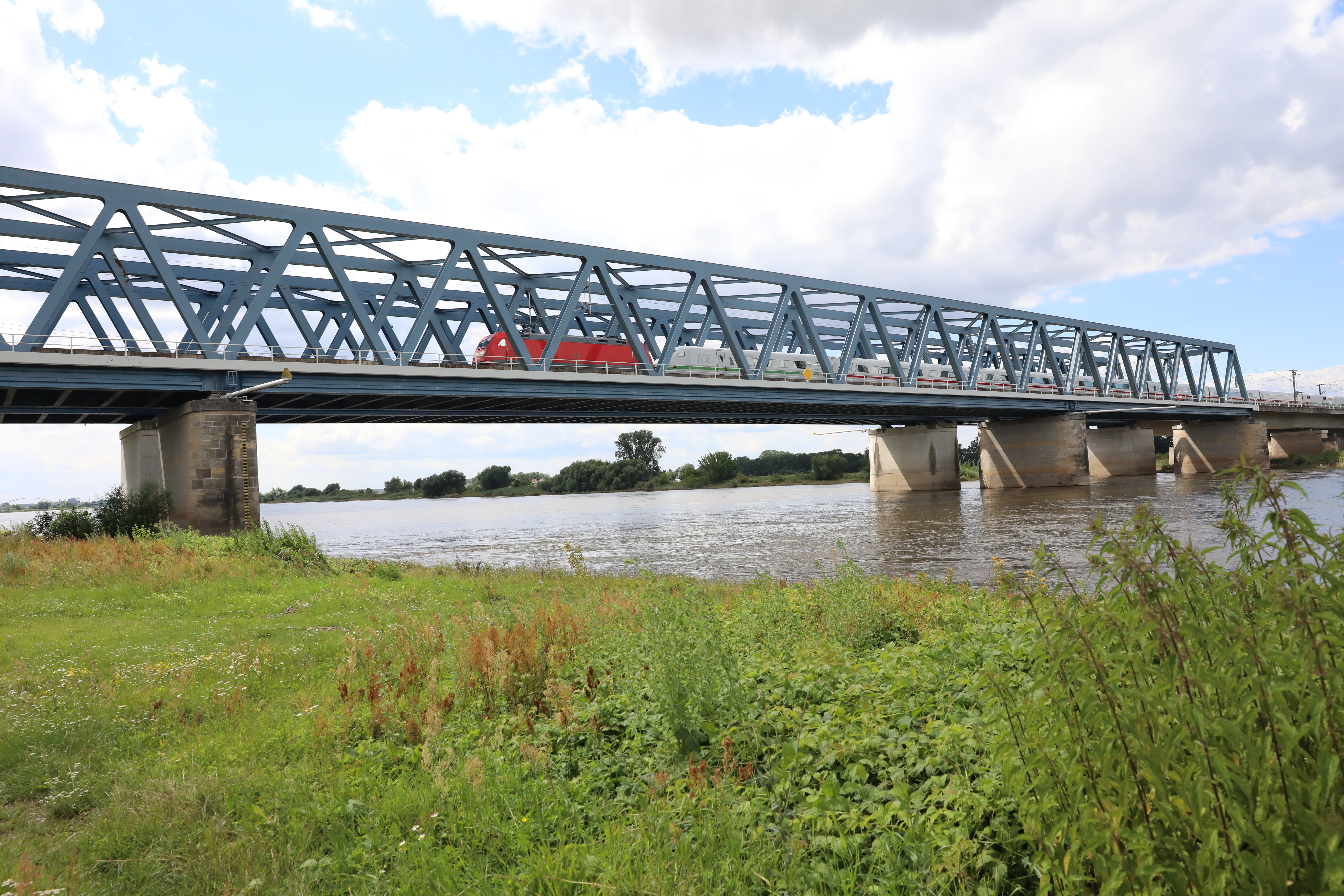
Eine Lokomotive der Baureihe 101 schleppt einen defekten ICE 2 Richtung Berlin
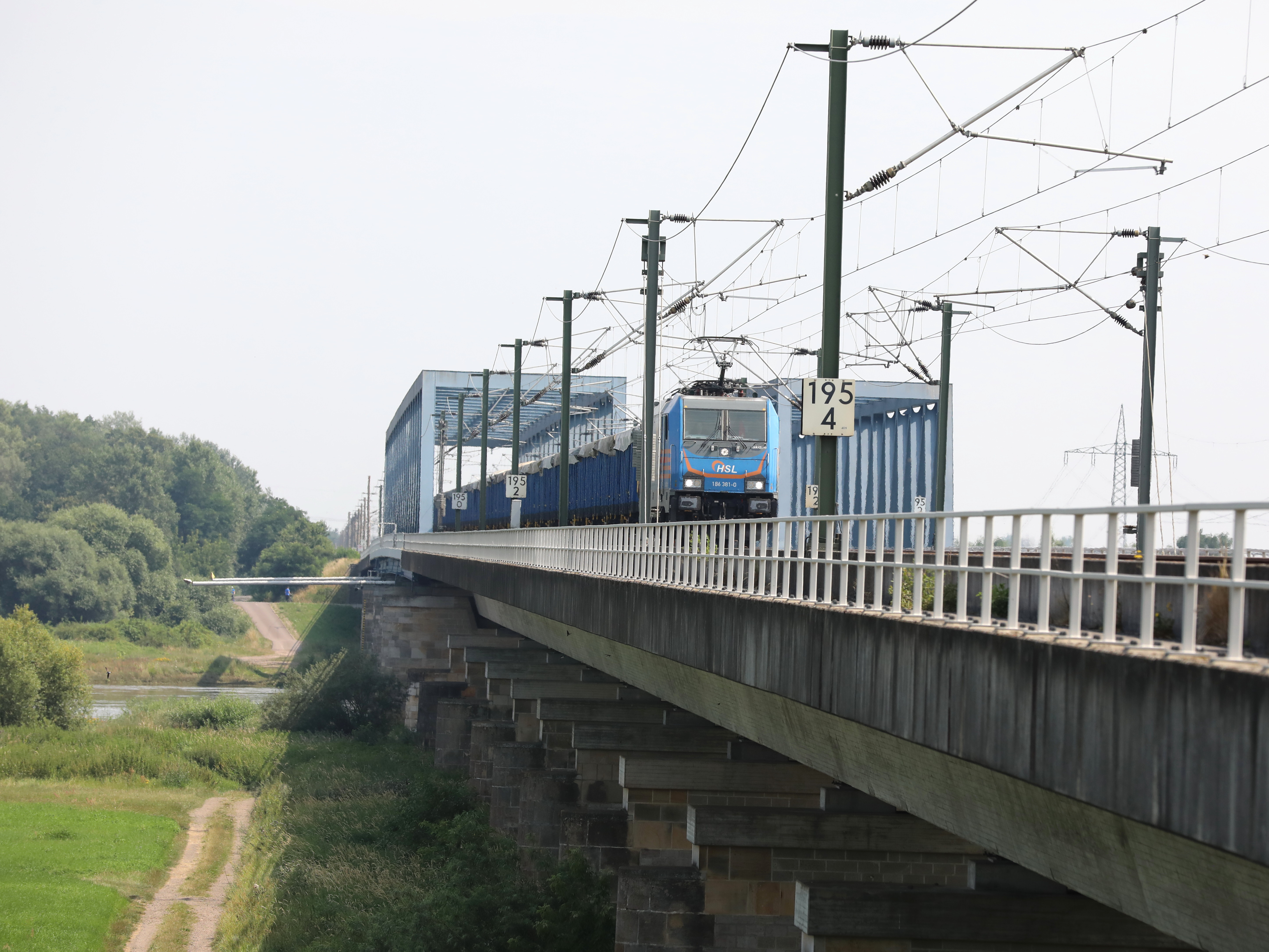
Ein Güterzug Richtung Hannover